# Hansel Robles
Hansel Manuel Robles Sanchez (Bonao, 13 agosto 1990) è un giocatore di baseball dominicano, lanciatore di rilievo per i Boston Red Sox della Major League Baseball.

## Minor League
Robles firmò il 30 maggio 2009 come free agent amatoriale con i New York Mets. Nello stesso anno iniziò a livello rookie con i DSL Mets della Dominican Summer League, chiudendo con 5 vittorie e 4 sconfitte, 2.91 di ERA e .216 alla battuta contro di lui in 15 partite di cui 9 da partente (58.2 inning). Nel 2010 chiuse con 3 vittorie e 3 sconfitte, una salvezza su una opportunità, 3.09 di ERA e .257 alla battuta contro di lui in 14 partite di cui 12 da partente (67.0 inning).
Nel 2011 sempre a livello rookie giocò con i Kingsport Mets della Appalachian League, chiudendo con 3 vittorie e una sconfitta, una salvezza su una opportunità, 2.68 di ERA e .211 alla battuta contro di lui in 15 partite (37.0 inning). Il 20 novembre 2012 venne inserito nel roster dei Mets, per essere protetto dal Rule 5 Draft. Giocò a livello A- con i Brooklyn Cyclones della New York-Penn League chiudendo con 6 vittorie e una sconfitta, 1.11 di ERA e .184 alla battuta contro di lui in 12 partite tutte da partente (72.2 inning). 
Nel 2013 giocò con due squadre finendo con 5 vittorie e altrettante sconfitte, 3.78 di ERA e .263 alla battuta contro di lui in 18 partite di cui 17 da partente (95.1 inning). Il 20 novembre 2014 venne nuovamente inserito nel roster dei Mets per proteggerlo dal Rule 5 Draft. Giocò a livello AA con i Binghamton Mets della Eastern League finendo con 7 vittorie e 6 sconfitte, 4.31 di ERA e .255 alla battuta contro di lui in 30 partite di cui 18 da partente (110.2 inning) completando un'intera partita senza subire punti "shutout". 
Nel 2015 giocò a livello AAA con i Las Vegas 51s della Pacific Coast League, finendo con una vittoria e nessuna sconfitta, nessuna salvezza su una opportunità, 0.00 di ERA e .207 alla battuta contro di lui in 5 partite (7.2 inning).

## Major League

### New York Mets (2015-2018)
Il 21 aprile 2015 venne promosso in prima squadra. Debuttò il 24 aprile 2015 allo Yankee Stadium di New York, contro i New York Yankees. Finì la stagione con 4 vittorie e 3 sconfitte, nessuna salvezza su 4 opportunità, 3.67 di ERA e .190 alla battuta contro di lui in 57 partite (54.0 inning). Nel 2016 finì con 6 vittorie e 4 sconfitte, una salvezza su 3 opportunità, 3.48 di ERA e .240 alla battuta contro di lui in 68 partite (77.2 inning), lanciando prevalentemente una four-seam fastball con una media di 95,35 mph. Il 22 giugno 2018 fu designato per la riassegnazione.

### Los Angeles Angels (2018-2020)
Il 23 giugno 2018, i Los Angeles Angels riscattarono Robles dai waivers. Divenne free agent il 2 dicembre 2020.

### Minnesota Twins e Boston Red Sox (2021-)
Il 29 dicembre 2020, Robles firmò un contratto annuale del valore di 2 milioni di dollari con i Minnesota Twins.
Il 30 luglio 2021, i Twins scambiarono Robles con i Boston Red Sox per il giocatore di minor league Alex Scherff.

## Nazionale
Robles ha partecipato con la nazionale di baseball Dominicana al World Baseball Classic 2017

## Vittorie
- (1) Championship della National League "NL" (2015)
- (1) Division East della NL (2015)

## Palmarès
- (1) Lanciatore della settimana della New York-Penn League "NYP" (13 agosto 2012)
- (1) Mid-Season All-Star della NYP (2012)